# تشارلز غيشكي
تشارلز غيشكي (بالإنجليزية: Charles Geschke)‏، هو رائد أعمال، وعالِم حاسب آلي من الولايات المتحدة الأمريكية، ولد عام 1939 في كليفلاند بولاية أوهايو الأمريكية، وهو عضواً في الأكاديمية الأمريكية للفنون والعلوم، والأكاديمية الوطنية للهندسة، ورابطة مكائن الحوسبة.

## التعليم
تعلم في جامعة كارنيجي ميلون

## جوائز
حصل على جوائز منها:
- قلادة العلوم الوطنية الأمريكية في مجال التكنولوجيا والإبتكار (2008)
- جائزة ماركوني.